# Kabupaten de Buleleng
Le kabupaten de Buleleng, en indonésien Kabupaten Buleleng, est un kabupaten d'Indonésie dans la province de Bali, constituée par l'île du même nom. Son chef-lieu est Singaraja.

## Géographie
Buleleng est bordé :
- au nord, par la mer de Bali ;
- à l'est, par le kabupaten de Karangasem ;
- au sud, par ceux de Bangli, Badung, Tabanan et Jembrana ;
- à l'ouest, par le détroit de Bali.

Avec une superficie de 1 366 km², soit près de 25 % du total de Bali, Buleleng est le plus vaste des huit kabupaten de l'île. Il s'étend sur presque toute la côte nord de l'île et est limitrophe de cinq des sept autres kabupaten.
Buleleng est aussi le nom d'un ancien royaume de l'île.

## Districts
- Gerokgak
- Seririt
- Busungbiu
- Banjar
- Buleleng
- Sukasada
- Sawan
- Kubutambahan
- Tejakula

## Histoire
On a trouvé, sur les sites archéologiques de Sembiran et Bondalem, des objets originaires d'Inde du Sud.
Comme pour la plupart des royaumes balinais, on n'a pas de renseignement sur Buleleng avant le XVIIe siècle. Jusqu'en 1650, ces royaumes reconnaissaient la suzeraineté de l'un d'eux, le royaume de Gelgel. Puis l'autorité de Gelgel s'effondre, et Bali devient un ensemble de royaumes qui se battent entre eux.
À la fin du XVIIIe siècle, Buleleng est défait par le royaume de Karangasem dans l'est de l'île.
Le trafic d'esclaves était une activité économique importante pour les Balinais. En 1814, alors que l'île de Java est administrée par le lieutenant-gouverneur général Raffles, les Britanniques attaquent Buleleng et Karangasem pour y mettre fin. Les Balinais se soumettent, mais le trafic continue.
En 1841, le gouvernement colonial hollandais convainc les rois de Badung, Buleleng, Karangasem et Klungkung de reconnaître sa suzeraineté. En 1842 et 1843 ces quatre rois, ainsi que ceux de Tabanan et Lombok, signent avec les Hollandais des traités destinés à mettre fin à la pratique du pillage d'épaves, une autre activité importante pour l'économie balinaise. Le pillage se poursuit néanmoins.
En 1845, Buleleng et Karangasem s'allient pour conquérir les autres royaumes balinais. Les Hollandais réagissent en attaquant Buleleng en 1846. C'est le début de l'intervention hollandaise à Bali.
En 1849, le roi balinais de Lombok, qui avait accepté la suzeraineté hollandaise, attaque Karangasem, qui passe sous son contrôle. La guerre de Lombok qui éclate en 1894 se traduit par la conquête de l'île par les Hollandais. Karangasem passe donc sous leur contrôle.

## Culture
A Sembiran, un village de 5 500 habitants situé sur la côte, à 30 km à l'est de Singaraja, les gens continuent d'observer des traditions antérieures à l'hindouisme. Par exemple, ils ne brûlent pas leurs morts mais les enterrent. Jusque dans les années 1960, ils se contentaient de les exposer, comme le font les habitants de Trunyan au bord du lac Batur. Divers inconvénients, comme l'odeur dégagée ou les chiens qui s'en prenaient aux cadavres, ont amené les habitants de Sembiran à recourir à l'enterrement. Onze jours après celui-ci, les villageois organisent une cérémonie appelée Pamelas Atma (littéralement "adieu aux âmes"), suivie de deux autres, Ngelumbah et Ngundang, destinées à délivrer les âmes de leurs attaches terrestres et de les aider à rejoindre les dieux.
Les villageois protègent les sites mégalithiques de Sembiran, ainsi que des objets mégalithiques conservés notamment dans deux des 20 temples du village, Dulu et Dalem. De nombreux objets de pierre et de métal ont été découverts en 1961.
Parmi les danses sacrées préservées à Sembiran, on trouve le Rejang Sembiran, le Baris Dadap, le Baris Presi et le Baris Jojor.

## Archéologie

### Le site de Sembiran
En 1965, les habitants des villages Sembiran et Julah décident de se partager 20 plaques de cuivre portant des inscriptions datant de 922 à 1181 apr. J.-C. Ces inscriptions citent des faits concernant Julah et ses habitants. En particulier, l'une d'elles, datée de 922, mentionne un marché (pasar) à Julah. Une autre inscription, datée de 1016, indique que les habitants d'une zone fortifiée (kuta) à Julah ont été attaqués et contraints de se réfugier dans d'autres villages. Enfin, une inscription datée de 1181 mentionne un règlement concernant les bateaux qui jettent l'ancre à Julah.
Le contenu des inscriptions ci-dessus a amené à y entreprendre des fouilles en 1987, ainsi que dans le village voisin de Pacung. Elles ont révélé de la poterie locale et d'origine indienne, des perles de verre, des objets en métal et des sépultures. Ces découvertes suggèrent que l'endroit a pu être un site portuaire du début du Ier millénaire à 1200 apr. J.-C., et que ses habitants commerçaient avec l'Inde.

## Tourisme et transport

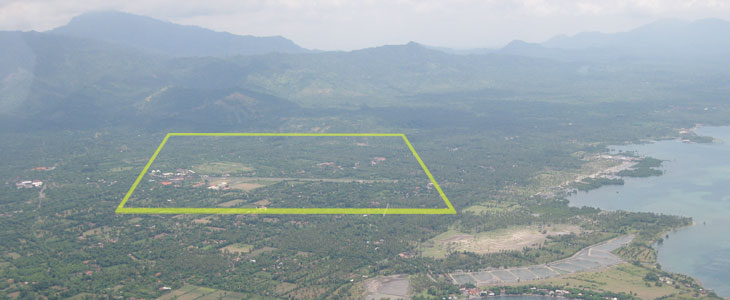
Vue aérienne de l'aérodrome Letkol Wisnu

Buleleng possède un aérodrome, Letkol Wisnu.

## Les principaux chefs-lieux et leurs villages
1. Gerokgak (villages de : Tukadsumaga • Musi • Tinga-Tinga • Penyabangan • Pengulon • Pemuteran • Sanggalangit)
2. Seririt (villages de : Seririt • Unggahan • Bestala • Bubunan • Gunungsari • Joanyar • Kalianget • Kalisada • Lokapaksa • Mayong • Pangkung Paruk • Patemon • Pengastulan • Rangdu • Ringdikit • Sulanyah • Tangguwisia • Ularan • Umeanyar • Banjar Asem • Yeh Anakan)
3. Busung Biu (villages de : Sepang Kelod • Umejero • Kekeran • Kedis • Tinggarsari • Tista • Titab • Telaga • Sepang • Pelapuan)
4. Banjar (villages de : Kaliasem • Kayuputih • Tirtasari • Tigawasa • Temukus • Tampekan • Sidetapa)
5. Buleleng (villages de : Kampung Kajanan • Kampung Bugis • Kampung Anyar • Alasangker • Kaliuntu • Tukadmungga • Kendran • Liligundi •    Nagasepaha • Pemaron • Penglatan • Pertandakan • Penarukan • Sari Mekar)
6. Sukasada (villages de : Wanagiri • Padang Bulia • Kayu Putih • Tegal Linggah • Pancasari • Sambangan • Silangjana • Selat)
7. Sawan
8. Kubutambahan
9. Tejakula (villages de : Tejakula • Bondalem • Julah • Les • Madenan • Pacung • Penuktukan • Sambirenteng • Sembiran • Tembok)